# Fale Abrahamsson Burman
Fale Abrahamsson Burman, född 7 april 1758 i Mo, Undersåkers socken i Jämtland, död 20 juli 1809 i Härnösand, var en svensk gymnasielärare och historiker.

## Biografi
Burman var son till Abraham Vilhelm Burman, som vid hans födelse var geschworner vid Åreskutans kopparverk men senare blev bergmästare i Västerbotten. Han var elev vid Härnösands gymnasium 1770–1772, blev student vid Uppsala universitet 1774, filosofie kandidat 1782 och filosofie magister samma år under Eric Michael Fants presidium på avhandlingen Dissertatio historica de veteri gentium septentrionalium more exponendi infantes. År 1787 blev Burman docent i historia vid Uppsala universitet och 1790 andre kollega vid Piteå trivialskola. 
Burman blev 1791 adjunkt vid Vetenskapssocieteten i Uppsala, 1792 andre gymnasieadjunkt i Härnösand, och därefter, sedan tjänsten indragits samma år, 1792–1800 vikarierande lektor vid flera tillfällen. År 1798 blev han gymnasieadjunkt, lektor och 1802 rektor vid Härnösands gymnasium. Han erhöll Svenska akademiens stora pris i vältalighet 1791 och Vitterhetsakademiens stora pris 1792.
Burman utgav ett flertal arbeten under sin tid i Uppsala, men publicerade därefter inte fler arbeten. Han hade dock samlat stora mängder material för ett arbete om Jämtland, till vilket utkasten kommit att bevaras, liksom Burmans dagboksanteckningar jämte anteckningar från resor 1793, 1794, 1798 och 1802.